# Вілкс (округ, Північна Кароліна)
Шаблон:StateAbbr_ 36°12′ пн. ш. 81°10′ зх. д. / 36.2° пн. ш. 81.17° зх. д.
Округ  Вілкс (англ. Wilkes County) — округ (графство) у штаті  Північна Кароліна, США. Ідентифікатор округу 37193.

## Історія
Округ утворений 1777 року.

## Демографія
За даними перепису 
2000 року 
загальне населення округу становило 65632 осіб, зокрема міського населення було 17299, а сільського — 48333.
Серед мешканців округу чоловіків було 32371, а жінок — 33261. В окрузі було 26650 домогосподарств, 19311 родин, які мешкали в 29261 будинках.
Середній розмір родини становив 2,87.
Віковий розподіл населення поданий у таблиці:
| Стать    | До 15 років | 15-21 | 22-29 | 30-39 | 40-49 | 50-65 | 65-85 | Понад 85 |
| -------- | ----------- | ----- | ----- | ----- | ----- | ----- | ----- | -------- |
| Чоловіки | 6259        | 2820  | 3554  | 5008  | 5079  | 5767  | 3585  | 299      |
| Жінки    | 6136        | 2580  | 3240  | 4827  | 5000  | 6116  | 4652  | 710      |

## Суміжні округи
- Аллегені — північ
- Саррі — північний схід
- Ядкін — схід
- Еределл — південний схід
- Александер — південь
- Колдвелл — південний захід
- Вотоґа — захід
- Еш — північний захід

## Виноски
1. ↑  U.S. Decennial Census. United States Census Bureau. Архів оригіналу за 4 квітня 2018. Процитовано 20 січня 2015.
2. ↑  Historical Census Browser. University of Virginia Library. Архів оригіналу за 11 серпня 2012. Процитовано 20 січня 2015.
3. ↑  Forstall, Richard L., ред. (27 березня 1995). Population of Counties by Decennial Census: 1900 to 1990. United States Census Bureau. Архів оригіналу за 3 березня 2015. Процитовано 20 січня 2015.
4. ↑  Census 2000 PHC-T-4. Ranking Tables for Counties: 1990 and 2000 (PDF). United States Census Bureau. 2 квітня 2001. Архів оригіналу (PDF) за 18 грудня 2014. Процитовано 20 січня 2015.
5. ↑  State & County QuickFacts. United States Census Bureau. Архів оригіналу за 22 липня 2011. Процитовано 30 жовтня 2013.(англ.) Наведено за англійською вікіпедією.
6. ↑  American FactFinder. Бюро перепису населення США. Архів оригіналу за 26 лютого 2012. Процитовано 31 січня 2008.

| США | Це незавершена стаття з географії США. Ви можете допомогти проєкту, виправивши або дописавши її. |